# Liste des monuments historiques protégés en 1933
Cet article recense les monuments historiques français classés ou inscrits en 1933.

## Protections
| Édifice                                                                          | Commune                      | Département             | Région                     | Protection | Base Mérimée                         | Coordonnées                        | Image |
| -------------------------------------------------------------------------------- | ---------------------------- | ----------------------- | -------------------------- | ---------- | ------------------------------------ | ---------------------------------- | ----- |
| Calvaire de Curtafond                                                            | Curtafond                    | Ain                     | Auvergne-Rhône-Alpes       | classé     | « PA00116391 », notice no PA00116391 | 46° 16′ 15″ nord, 5° 05′ 25″ est   |       |
| Maison Gallet                                                                    | Lavours                      | Ain                     | Auvergne-Rhône-Alpes       | inscrit    | « PA00116418 », notice no PA00116418 | 45° 48′ 35″ nord, 5° 46′ 15″ est   |       |
| Maison Anginieur                                                                 | Trévoux                      | Ain                     | Auvergne-Rhône-Alpes       | inscrit    | « PA00116585 », notice no PA00116585 | 45° 56′ 26″ nord, 4° 46′ 25″ est   |       |
| Maison Guerrier                                                                  | Trévoux                      | Ain                     | Auvergne-Rhône-Alpes       | inscrit    | « PA00116587 », notice no PA00116587 | 45° 56′ 28″ nord, 4° 46′ 22″ est   |       |
| Hôtel du gouverneur de Dombes                                                    | Trévoux                      | Ain                     | Auvergne-Rhône-Alpes       | inscrit    | « PA00116584 », notice no PA00116584 | 45° 56′ 26″ nord, 4° 46′ 28″ est   |       |
| Maison Thermac                                                                   | Trévoux                      | Ain                     | Auvergne-Rhône-Alpes       | inscrit    | « PA00116586 », notice no PA00116586 | 45° 56′ 27″ nord, 4° 46′ 27″ est   |       |
| Château de Blérancourt                                                           | Blérancourt                  | Aisne                   | Hauts-de-France            | classé     | « PA00115535 », notice no PA00115535 | 49° 31′ 05″ nord, 3° 09′ 17″ est   |       |
| Église Saint-Clément d'Haramont                                                  | Haramont                     | Aisne                   | Hauts-de-France            | classé     | « PA00115697 », notice no PA00115697 | 49° 16′ 44″ nord, 3° 03′ 45″ est   |       |
| Relais de poste de Marle                                                         | Marle                        | Aisne                   | Hauts-de-France            | inscrit    | « PA00115808 », notice no PA00115808 | 49° 44′ 30″ nord, 3° 46′ 24″ est   |       |
| Église Saint-André de Septmonts                                                  | Septmonts                    | Aisne                   | Hauts-de-France            | classé     | « PA00115924 », notice no PA00115924 | 49° 20′ 06″ nord, 3° 21′ 28″ est   |       |
| Église Saint-Pierre-et-Saint-Paul de Viel-Arcy                                   | Viel-Arcy                    | Aisne                   | Hauts-de-France            | classé     | « PA00115976 », notice no PA00115976 | 49° 22′ 51″ nord, 3° 37′ 25″ est   |       |
| Prieuré de Saint-Maurice                                                         | Autry-Issards                | Allier                  | Auvergne-Rhône-Alpes       | inscrit    | « PA00092979 », notice no PA00092979 | 46° 32′ 36″ nord, 3° 08′ 48″ est   |       |
| Église Saint-Marcel                                                              | Bayet                        | Allier                  | Auvergne-Rhône-Alpes       | inscrit    | « PA00092984 », notice no PA00092984 | 46° 14′ 51″ nord, 3° 16′ 08″ est   |       |
| Église Saint-Martin                                                              | Besson                       | Allier                  | Auvergne-Rhône-Alpes       | classé     | « PA00093001 », notice no PA00093001 | 46° 28′ 11″ nord, 3° 15′ 48″ est   |       |
| Église Saint-Pierre                                                              | Bost                         | Allier                  | Auvergne-Rhône-Alpes       | inscrit    | « PA00093009 », notice no PA00093009 | 46° 10′ 42″ nord, 3° 31′ 01″ est   |       |
| Église Saint-Antoine                                                             | Braize                       | Allier                  | Auvergne-Rhône-Alpes       | inscrit    | « PA00093019 », notice no PA00093019 | 46° 39′ 35″ nord, 2° 39′ 17″ est   |       |
| Église Saint-Mazeran                                                             | Broût-Vernet                 | Allier                  | Auvergne-Rhône-Alpes       | inscrit    | « PA00093026 », notice no PA00093026 | 46° 11′ 13″ nord, 3° 16′ 26″ est   |       |
| Église Saint-Martin                                                              | Cérilly                      | Allier                  | Auvergne-Rhône-Alpes       | inscrit    | « PA00093033 », notice no PA00093033 | 46° 37′ 08″ nord, 2° 49′ 17″ est   |       |
| Église Saint-Pierre                                                              | Châtelperron                 | Allier                  | Auvergne-Rhône-Alpes       | classé     | « PA00093054 », notice no PA00093054 | 46° 24′ 01″ nord, 3° 38′ 13″ est   |       |
| Église Saint-Martin                                                              | Chavenon                     | Allier                  | Auvergne-Rhône-Alpes       | inscrit    | « PA00093056 », notice no PA00093056 | 46° 24′ 51″ nord, 2° 56′ 46″ est   |       |
| Église Saint-Pourçain                                                            | Louchy-Montfand              | Allier                  | Auvergne-Rhône-Alpes       | inscrit    | « PA00093138 », notice no PA00093138 | 46° 18′ 24″ nord, 3° 14′ 41″ est   |       |
| Château de Noailly                                                               | Magnet                       | Allier                  | Auvergne-Rhône-Alpes       | inscrit    | « PA00093145 », notice no PA00093145 | 46° 13′ 08″ nord, 3° 29′ 11″ est   |       |
| Église Notre-Dame                                                                | Marcillat-en-Combraille      | Allier                  | Auvergne-Rhône-Alpes       | inscrit    | « PA00093148 », notice no PA00093148 | 46° 10′ 01″ nord, 2° 37′ 52″ est   |       |
| Église Saint-Martin                                                              | Meillard                     | Allier                  | Auvergne-Rhône-Alpes       | inscrit    | « PA00093156 », notice no PA00093156 | 46° 23′ 25″ nord, 3° 14′ 07″ est   |       |
| Église Saint-Martin                                                              | Le Vilhain                   | Allier                  | Auvergne-Rhône-Alpes       | inscrit    | « PA00093367 », notice no PA00093367 | 46° 33′ 39″ nord, 2° 47′ 47″ est   |       |
| Église Saint-Jacques-le-Majeur                                                   | Villefranche-d'Allier        | Allier                  | Auvergne-Rhône-Alpes       | inscrit    | « PA00093370 », notice no PA00093370 | 46° 23′ 50″ nord, 2° 51′ 24″ est   |       |
| Porte de Soubeyran                                                               | Manosque                     | Alpes-de-Haute-Provence | Provence-Alpes-Côte d'Azur | inscrit    | « PA00080428 », notice no PA00080428 | 43° 50′ 07″ nord, 5° 46′ 54″ est   |       |
| Batterie de la Convention                                                        | Cannes                       | Alpes-Maritimes         | Provence-Alpes-Côte d'Azur | inscrit    | « PA00080695 », notice no PA00080695 | 43° 31′ 01″ nord, 7° 04′ 06″ est   |       |
| Chapelle de la Miséricorde                                                       | Cannes                       | Alpes-Maritimes         | Provence-Alpes-Côte d'Azur | inscrit    | « PA00080688 », notice no PA00080688 | 43° 33′ 07″ nord, 7° 00′ 40″ est   |       |
| Château de Gilette                                                               | Gilette                      | Alpes-Maritimes         | Provence-Alpes-Côte d'Azur | inscrit    | « PA00080724 », notice no PA00080724 | 43° 51′ 01″ nord, 7° 09′ 40″ est   |       |
| Maison Gubernatis                                                                | Saint-Martin-Vésubie         | Alpes-Maritimes         | Provence-Alpes-Côte d'Azur | inscrit    | « PA00080842 », notice no PA00080842 | 44° 04′ 05″ nord, 7° 15′ 20″ est   |       |
| Château de Sospel                                                                | Sospel                       | Alpes-Maritimes         | Provence-Alpes-Côte d'Azur | inscrit    | « PA00080863 », notice no PA00080863 | 43° 52′ 35″ nord, 7° 26′ 51″ est   |       |
| Château de Désaignes                                                             | Désaignes                    | Ardèche                 | Auvergne-Rhône-Alpes       | classé     | « PA00116703 », notice no PA00116703 | 44° 59′ 44″ nord, 4° 30′ 51″ est   |       |
| Croix de Saint-Alban-d'Ay                                                        | Saint-Alban-d'Ay             | Ardèche                 | Auvergne-Rhône-Alpes       | classé     | « PA00116772 », notice no PA00116772 |                                    |       |
| Église Saint-Maurice de Saint-Maurice-d'Ibie                                     | Saint-Maurice-d'Ibie         | Ardèche                 | Auvergne-Rhône-Alpes       | inscrit    | « PA00116797 », notice no PA00116797 | 44° 30′ 03″ nord, 4° 28′ 57″ est   |       |
| Murailles romaines de Toulaud                                                    | Toulaud                      | Ardèche                 | Auvergne-Rhône-Alpes       | inscrit    | « PA00116827 », notice no PA00116827 | 44° 55′ 06″ nord, 4° 49′ 49″ est   |       |
| École militaire                                                                  | Brienne-le-Château           | Aube                    | Grand Est                  | classé     | « PA00078064 », notice no PA00078064 | 48° 23′ 20″ nord, 4° 31′ 41″ est   |       |
| Église Saint-Jacques-et-Saint-Philippe                                           | Lentilles                    | Aube                    | Grand Est                  | classé     | « PA00078131 », notice no PA00078131 | 48° 29′ 01″ nord, 4° 36′ 39″ est   |       |
| Château des évêques de Troyes                                                    | Saint-Lyé                    | Aube                    | Grand Est                  | inscrit    | « PA00078223 », notice no PA00078223 | 48° 21′ 41″ nord, 4° 00′ 25″ est   |       |
| Maison de l'Élection                                                             | Troyes                       | Aube                    | Grand Est                  | classé     | « PA00078275 », notice no PA00078275 | 48° 17′ 45″ nord, 4° 04′ 16″ est   |       |
| Croix                                                                            | Mas-Cabardès                 | Aude                    | Occitanie                  | classé     | « PA00102762 », notice no PA00102762 | 43° 22′ 16″ nord, 2° 21′ 46″ est   |       |
| Remparts                                                                         | Saissac                      | Aude                    | Occitanie                  | classé     | « PA00102897 », notice no PA00102897 | 43° 21′ 36″ nord, 2° 10′ 11″ est   |       |
| Église Saint-Roch                                                                | Brommat                      | Aveyron                 | Occitanie                  | classé     | « PA00093974 », notice no PA00093974 | 44° 50′ 51″ nord, 2° 43′ 09″ est   |       |
| Dolmen de Surguières                                                             | Buzeins                      | Aveyron                 | Occitanie                  | classé     | « PA00093981 », notice no PA00093981 | 44° 22′ 17″ nord, 2° 55′ 56″ est   |       |
| Oratoire                                                                         | Gramond                      | Aveyron                 | Occitanie                  | classé     | « PA00094036 », notice no PA00094036 | 44° 15′ 55″ nord, 2° 21′ 54″ est   |       |
| Fontaine de Cayssac                                                              | La Loubière                  | Aveyron                 | Occitanie                  | inscrit    | « PA00094051 », notice no PA00094051 | 44° 24′ 00″ nord, 2° 39′ 45″ est   |       |
| Château des Rohan                                                                | Saverne                      | Bas-Rhin                | Grand Est                  | classé     | « PA00084953 », notice no PA00084953 | 48° 44′ 32″ nord, 7° 21′ 48″ est   |       |
| Hôtel du Corbeau                                                                 | Strasbourg                   | Bas-Rhin                | Grand Est                  | classé     | « PA00085051 », notice no PA00085051 | 48° 34′ 45″ nord, 7° 45′ 08″ est   |       |
| Fortifications                                                                   | Wissembourg                  | Bas-Rhin                | Grand Est                  | inscrit    | « PA00085248 », notice no PA00085248 | 49° 02′ 18″ nord, 7° 56′ 10″ est   |       |
| Tourvieille                                                                      | Arles                        | Bouches-du-Rhône        | Provence-Alpes-Côte d'Azur | inscrit    | « PA00081193 », notice no PA00081193 | 43° 25′ 13″ nord, 4° 41′ 38″ est   |       |
| Portail en pierre sculpté                                                        | Lançon-Provence              | Bouches-du-Rhône        | Provence-Alpes-Côte d'Azur | inscrit    | « PA00081315 », notice no PA00081315 | 43° 35′ 32″ nord, 5° 07′ 34″ est   |       |
| Portail de Bouissière                                                            | Lançon-Provence              | Bouches-du-Rhône        | Provence-Alpes-Côte d'Azur | inscrit    | « PA00081314 », notice no PA00081314 | 43° 35′ 32″ nord, 5° 07′ 40″ est   |       |
| Église Saint-Aubin                                                               | Acqueville                   | Calvados                | Normandie                  | inscrit    | « PA00111006 », notice no PA00111006 | 48° 58′ 19″ nord, 0° 22′ 03″ ouest |       |
| Église Saint-Jean-Baptiste                                                       | Barneville-la-Bertran        | Calvados                | Normandie                  | inscrit    | « PA00111035 », notice no PA00111035 | 49° 23′ 18″ nord, 0° 11′ 14″ est   |       |
| Château de Beaumais                                                              | Beaumais                     | Calvados                | Normandie                  | inscrit    | « PA00111071 », notice no PA00111071 | 48° 53′ 41″ nord, 0° 04′ 25″ ouest |       |
| Menhir de la Demoiselle de Bracqueville                                          | Bény-sur-Mer                 | Calvados                | Normandie                  | classé     | « PA00111082 », notice no PA00111082 | 49° 16′ 55″ nord, 0° 26′ 34″ ouest |       |
| Château du Breuil                                                                | Le Breuil-en-Auge            | Calvados                | Normandie                  | inscrit    | « PA00111119 », notice no PA00111119 | 49° 13′ 52″ nord, 0° 12′ 51″ est   |       |
| Tour Leroy                                                                       | Caen                         | Calvados                | Normandie                  | inscrit    | « PA00111194 », notice no PA00111194 | 49° 11′ 03″ nord, 0° 21′ 33″ ouest |       |
| Château de Cairon                                                                | Cairon                       | Calvados                | Normandie                  | inscrit    | « PA00111198 », notice no PA00111198 | 49° 14′ 20″ nord, 0° 27′ 07″ ouest |       |
| Manoir de Campigny                                                               | Campigny                     | Calvados                | Normandie                  | inscrit    | « PA00111210 », notice no PA00111210 | 49° 14′ 35″ nord, 0° 48′ 35″ ouest |       |
| Église Saint-Martin                                                              | Croisilles                   | Calvados                | Normandie                  | inscrit    | « PA00111270 », notice no PA00111270 | 48° 59′ 52″ nord, 0° 27′ 23″ ouest |       |
| Église Notre-Dame-des-Sept-Douleurs                                              | Cuverville                   | Calvados                | Normandie                  | inscrit    | « PA00111276 », notice no PA00111276 | 49° 11′ 23″ nord, 0° 15′ 53″ ouest |       |
| Prieuré de Tailleville                                                           | Douvres-la-Délivrande        | Calvados                | Normandie                  | inscrit    | « PA00111291 », notice no PA00111291 | 49° 18′ 24″ nord, 0° 24′ 30″ ouest |       |
| Ferme de la Marguerie                                                            | Étréham                      | Calvados                | Normandie                  | inscrit    | « PA00111306 », notice no PA00111306 | 49° 19′ 15″ nord, 0° 47′ 46″ ouest |       |
| Église Saint-Martin                                                              | Feuguerolles-Bully           | Calvados                | Normandie                  | inscrit    | « PA00111335 », notice no PA00111335 | 49° 05′ 53″ nord, 0° 24′ 37″ ouest |       |
| Prieuré de Saint-Cyr                                                             | Friardel                     | Calvados                | Normandie                  | classé     | « PA00111358 », notice no PA00111358 | 48° 59′ 40″ nord, 0° 24′ 03″ est   |       |
| Église Saint-Martin                                                              | Gonneville-sur-Honfleur      | Calvados                | Normandie                  | inscrit    | « PA00111367 », notice no PA00111367 | 49° 23′ 19″ nord, 0° 14′ 26″ est   |       |
| Croix d'Heuland                                                                  | Heuland                      | Calvados                | Normandie                  | inscrit    | « PA00111385 », notice no PA00111385 | 49° 16′ 44″ nord, 0° 00′ 12″ ouest |       |
| Croix de cimetière                                                               | Heuland                      | Calvados                | Normandie                  | inscrit    | « PA00111386 », notice no PA00111386 | 49° 16′ 08″ nord, 0° 00′ 08″ est   |       |
| Maison                                                                           | Honfleur                     | Calvados                | Normandie                  | inscrit    | « PA00111405 », notice no PA00111405 | 49° 25′ 14″ nord, 0° 13′ 57″ est   |       |
| Maison                                                                           | Honfleur                     | Calvados                | Normandie                  | inscrit    | « PA00111407 », notice no PA00111407 | 49° 25′ 14″ nord, 0° 13′ 57″ est   |       |
| Maison                                                                           | Honfleur                     | Calvados                | Normandie                  | inscrit    | « PA00111410 », notice no PA00111410 | 49° 25′ 14″ nord, 0° 13′ 57″ est   |       |
| Maison                                                                           | Honfleur                     | Calvados                | Normandie                  | inscrit    | « PA00111413 », notice no PA00111413 | 49° 25′ 13″ nord, 0° 13′ 57″ est   |       |
| Maison                                                                           | Honfleur                     | Calvados                | Normandie                  | inscrit    | « PA00111422 », notice no PA00111422 | 49° 25′ 15″ nord, 0° 13′ 58″ est   |       |
| Maison                                                                           | Honfleur                     | Calvados                | Normandie                  | inscrit    | « PA00111424 », notice no PA00111424 | 49° 25′ 15″ nord, 0° 13′ 58″ est   |       |
| Maison                                                                           | Honfleur                     | Calvados                | Normandie                  | inscrit    | « PA00111425 », notice no PA00111425 | 49° 25′ 15″ nord, 0° 13′ 58″ est   |       |
| Maison                                                                           | Honfleur                     | Calvados                | Normandie                  | inscrit    | « PA00111426 », notice no PA00111426 | 49° 25′ 15″ nord, 0° 13′ 59″ est   |       |
| Maison                                                                           | Honfleur                     | Calvados                | Normandie                  | inscrit    | « PA00111428 », notice no PA00111428 | 49° 25′ 16″ nord, 0° 13′ 59″ est   |       |
| Maison                                                                           | Honfleur                     | Calvados                | Normandie                  | inscrit    | « PA00111408 », notice no PA00111408 | 49° 25′ 14″ nord, 0° 13′ 57″ est   |       |
| Maison                                                                           | Honfleur                     | Calvados                | Normandie                  | inscrit    | « PA00111409 », notice no PA00111409 | 49° 25′ 14″ nord, 0° 13′ 57″ est   |       |
| Maison                                                                           | Honfleur                     | Calvados                | Normandie                  | inscrit    | « PA00111416 », notice no PA00111416 | 49° 25′ 14″ nord, 0° 13′ 57″ est   |       |
| Maison                                                                           | Honfleur                     | Calvados                | Normandie                  | inscrit    | « PA00111419 », notice no PA00111419 | 49° 25′ 12″ nord, 0° 13′ 56″ est   |       |
| Maison                                                                           | Honfleur                     | Calvados                | Normandie                  | inscrit    | « PA00111430 », notice no PA00111430 | 49° 25′ 16″ nord, 0° 13′ 59″ est   |       |
| Maison                                                                           | Honfleur                     | Calvados                | Normandie                  | inscrit    | « PA00111432 », notice no PA00111432 | 49° 25′ 16″ nord, 0° 14′ 00″ est   |       |
| Maison                                                                           | Honfleur                     | Calvados                | Normandie                  | inscrit    | « PA00111412 », notice no PA00111412 | 49° 25′ 14″ nord, 0° 13′ 57″ est   |       |
| Maison                                                                           | Honfleur                     | Calvados                | Normandie                  | inscrit    | « PA00111414 », notice no PA00111414 | 49° 25′ 14″ nord, 0° 13′ 57″ est   |       |
| Maison                                                                           | Honfleur                     | Calvados                | Normandie                  | inscrit    | « PA00111423 », notice no PA00111423 | 49° 25′ 15″ nord, 0° 13′ 58″ est   |       |
| Maison                                                                           | Honfleur                     | Calvados                | Normandie                  | inscrit    | « PA00111402 », notice no PA00111402 | 49° 25′ 13″ nord, 0° 13′ 57″ est   |       |
| Maison                                                                           | Honfleur                     | Calvados                | Normandie                  | inscrit    | « PA00111403 », notice no PA00111403 | 49° 25′ 13″ nord, 0° 13′ 57″ est   |       |
| Maison                                                                           | Honfleur                     | Calvados                | Normandie                  | inscrit    | « PA00111404 », notice no PA00111404 | 49° 25′ 14″ nord, 0° 13′ 57″ est   |       |
| Maison                                                                           | Honfleur                     | Calvados                | Normandie                  | inscrit    | « PA00111411 », notice no PA00111411 | 49° 25′ 14″ nord, 0° 13′ 57″ est   |       |
| Maison                                                                           | Honfleur                     | Calvados                | Normandie                  | inscrit    | « PA00111418 », notice no PA00111418 | 49° 25′ 15″ nord, 0° 13′ 58″ est   |       |
| Maison                                                                           | Honfleur                     | Calvados                | Normandie                  | inscrit    | « PA00111420 », notice no PA00111420 | 49° 25′ 15″ nord, 0° 13′ 58″ est   |       |
| Maison                                                                           | Honfleur                     | Calvados                | Normandie                  | inscrit    | « PA00111429 », notice no PA00111429 | 49° 25′ 16″ nord, 0° 13′ 59″ est   |       |
| Maison                                                                           | Honfleur                     | Calvados                | Normandie                  | inscrit    | « PA00111431 », notice no PA00111431 | 49° 25′ 16″ nord, 0° 13′ 59″ est   |       |
| Maison                                                                           | Honfleur                     | Calvados                | Normandie                  | inscrit    | « PA00111406 », notice no PA00111406 | 49° 25′ 14″ nord, 0° 13′ 57″ est   |       |
| Maison                                                                           | Honfleur                     | Calvados                | Normandie                  | inscrit    | « PA00111415 », notice no PA00111415 | 49° 25′ 13″ nord, 0° 13′ 56″ est   |       |
| Maison                                                                           | Honfleur                     | Calvados                | Normandie                  | inscrit    | « PA00111417 », notice no PA00111417 | 49° 25′ 13″ nord, 0° 13′ 56″ est   |       |
| Maison                                                                           | Honfleur                     | Calvados                | Normandie                  | inscrit    | « PA00111421 », notice no PA00111421 | 49° 25′ 15″ nord, 0° 13′ 58″ est   |       |
| Maison                                                                           | Honfleur                     | Calvados                | Normandie                  | inscrit    | « PA00111427 », notice no PA00111427 | 49° 25′ 16″ nord, 0° 13′ 59″ est   |       |
| Maison                                                                           | Honfleur                     | Calvados                | Normandie                  | inscrit    | « PA00111433 », notice no PA00111433 | 49° 25′ 16″ nord, 0° 14′ 00″ est   |       |
| Maison                                                                           | Honfleur                     | Calvados                | Normandie                  | inscrit    | « PA00111434 », notice no PA00111434 | 49° 25′ 16″ nord, 0° 14′ 00″ est   |       |
| Manoir de la Varende                                                             | Le Mesnil-Simon              | Calvados                | Normandie                  | inscrit    | « PA00111546 », notice no PA00111546 | 49° 05′ 23″ nord, 0° 07′ 10″ est   |       |
| Château de Morainville                                                           | Le Mesnil-sur-Blangy         | Calvados                | Normandie                  | inscrit    | « PA00111547 », notice no PA00111547 | 49° 15′ 37″ nord, 0° 15′ 52″ est   |       |
| Église Saint-Ouen                                                                | Monteille                    | Calvados                | Normandie                  | inscrit    | « PA00111559 », notice no PA00111559 | 49° 06′ 31″ nord, 0° 02′ 47″ est   |       |
| Ferme de la Vallée                                                               | Norolles                     | Calvados                | Normandie                  | inscrit    | « PA00111569 », notice no PA00111569 | 49° 11′ 42″ nord, 0° 13′ 24″ est   |       |
| Manoir de Querville                                                              | Prêtreville                  | Calvados                | Normandie                  | inscrit    | « PA00111628 », notice no PA00111628 | 49° 04′ 36″ nord, 0° 16′ 18″ est   |       |
| Logis de Rouvres                                                                 | Rouvres                      | Calvados                | Normandie                  | inscrit    | « PA00111644 », notice no PA00111644 | 49° 00′ 04″ nord, 0° 11′ 07″ ouest |       |
| Ferme d'Herbigny                                                                 | Saint-Gatien-des-Bois        | Calvados                | Normandie                  | inscrit    | « PA00111670 », notice no PA00111670 | 49° 22′ 21″ nord, 0° 11′ 33″ est   |       |
| Manoir des Champeaux                                                             | Saint-Germain-de-Montgommery | Calvados                | Normandie                  | inscrit    | « PA00111673 », notice no PA00111673 | 48° 56′ 14″ nord, 0° 09′ 15″ est   |       |
| Colombier de l'ancien manoir Saint-Jean                                          | Saint-Jean-de-Livet          | Calvados                | Normandie                  | inscrit    | « PA00111682 », notice no PA00111682 | 49° 05′ 17″ nord, 0° 13′ 42″ est   |       |
| Château de Mailloc                                                               | Saint-Julien-de-Mailloc      | Calvados                | Normandie                  | inscrit    | « PA00111684 », notice no PA00111684 | 49° 04′ 26″ nord, 0° 19′ 04″ est   |       |
| Église Saint-Julien                                                              | Saint-Julien-sur-Calonne     | Calvados                | Normandie                  | inscrit    | « PA00111685 », notice no PA00111685 | 49° 17′ 28″ nord, 0° 13′ 37″ est   |       |
| Église Saint-Rémy                                                                | Saint-Rémy                   | Calvados                | Normandie                  | inscrit    | « PA00111720 », notice no PA00111720 | 48° 55′ 51″ nord, 0° 30′ 13″ ouest |       |
| Église de l'Exaltation-de-la-Sainte-Croix                                        | Sainte-Croix-sur-Mer         | Calvados                | Normandie                  | inscrit    | « PA00111664 », notice no PA00111664 | 49° 18′ 48″ nord, 0° 30′ 39″ ouest |       |
| Manoir de la Rivière                                                             | Sainte-Marguerite-d'Elle     | Calvados                | Normandie                  | classé     | « PA00111694 », notice no PA00111694 | 49° 12′ 51″ nord, 0° 56′ 58″ ouest |       |
| Église Sainte-Marguerite                                                         | Sainte-Marguerite-des-Loges  | Calvados                | Normandie                  | inscrit    | « PA00111695 », notice no PA00111695 | 49° 01′ 08″ nord, 0° 12′ 17″ est   |       |
| Ancien château de Boissy (Calvados)                                              | Sully                        | Calvados                | Normandie                  | inscrit    | « PA00111738 », notice no PA00111738 | 49° 18′ 04″ nord, 0° 43′ 57″ ouest |       |
| Église Notre-Dame-de-la-Nativité                                                 | Sully                        | Calvados                | Normandie                  | inscrit    | « PA00111739 », notice no PA00111739 | 49° 17′ 55″ nord, 0° 44′ 17″ ouest |       |
| Église Saint-Martin                                                              | Tierceville                  | Calvados                | Normandie                  | inscrit    | « PA00111747 », notice no PA00111747 | 49° 17′ 32″ nord, 0° 31′ 51″ ouest |       |
| Manoir de Méautry                                                                | Touques                      | Calvados                | Normandie                  | inscrit    | « PA00111756 », notice no PA00111756 | 49° 20′ 25″ nord, 0° 06′ 22″ est   |       |
| Manoir de la Fontaine                                                            | Verson                       | Calvados                | Normandie                  | inscrit    | « PA00111794 », notice no PA00111794 | 49° 09′ 15″ nord, 0° 26′ 45″ ouest |       |
| Maison de la Lieutenance                                                         | Cognac                       | Charente                | Nouvelle-Aquitaine         | classé     | « PA00104317 », notice no PA00104317 | 45° 41′ 46″ nord, 0° 19′ 45″ ouest |       |
| Grotte de Fontéchevade                                                           | Montbron                     | Charente                | Nouvelle-Aquitaine         | classé     | « PA00104429 », notice no PA00104429 | 45° 40′ 42″ nord, 0° 28′ 44″ est   |       |
| Église Saint-Porchaire de Saint-Porchaire                                        | Saint-Porchaire              | Charente-Maritime       | Nouvelle-Aquitaine         | classé     | « PA00105222 », notice no PA00105222 | 45° 49′ 17″ nord, 0° 47′ 05″ ouest |       |
| Terrain                                                                          | Saintes                      | Charente-Maritime       | Nouvelle-Aquitaine         | classé     | « PA00105263 », notice no PA00105263 | 45° 44′ 42″ nord, 0° 38′ 40″ ouest |       |
| Église des Clarisses                                                             | Bourges                      | Cher                    | Centre-Val de Loire        | inscrit    | « PA00096664 », notice no PA00096664 | 47° 05′ 02″ nord, 2° 23′ 32″ est   |       |
| Portail monumental de l'hôtel Gassot-de-La-Vienne                                | Bourges                      | Cher                    | Centre-Val de Loire        | inscrit    | « PA00096736 », notice no PA00096736 |                                    |       |
| Abbaye Saint-Sulpice                                                             | Bourges                      | Cher                    | Centre-Val de Loire        | inscrit    | « PA00096672 », notice no PA00096672 | 47° 05′ 10″ nord, 2° 23′ 07″ est   |       |
| Maison                                                                           | Bourges                      | Cher                    | Centre-Val de Loire        | inscrit    | « PA00096714 », notice no PA00096714 | 47° 05′ 12″ nord, 2° 23′ 30″ est   |       |
| Maison                                                                           | Bourges                      | Cher                    | Centre-Val de Loire        | inscrit    | « PA00096715 », notice no PA00096715 | 47° 05′ 12″ nord, 2° 23′ 30″ est   |       |
| Hôtel de Chouys                                                                  | Bourges                      | Cher                    | Centre-Val de Loire        | inscrit    | « PA00096682 », notice no PA00096682 | 47° 04′ 49″ nord, 2° 23′ 50″ est   |       |
| Enceinte                                                                         | Collonges-la-Rouge           | Corrèze                 | Nouvelle-Aquitaine         | classé     | « PA00099723 », notice no PA00099723 | 45° 03′ 37″ nord, 1° 39′ 14″ est   |       |
| Tour du Prince Noir                                                              | Uzerche                      | Corrèze                 | Nouvelle-Aquitaine         | inscrit    | « PA00099952 », notice no PA00099952 | 45° 25′ 26″ nord, 1° 33′ 47″ est   |       |
| Tour d'Auxois                                                                    | Saulieu                      | Côte-d'Or               | Bourgogne-Franche-Comté    | inscrit    | « PA00112656 », notice no PA00112656 | 47° 16′ 47″ nord, 4° 13′ 54″ est   |       |
| Maison                                                                           | Dinan                        | Côtes-d'Armor           | Bretagne                   | inscrit    | « PA00089098 », notice no PA00089098 | 48° 27′ 14″ nord, 2° 02′ 33″ ouest |       |
| Croix du Salut et son socle                                                      | Pleumeur-Gautier             | Côtes-d'Armor           | Bretagne                   | inscrit    | « PA00089444 », notice no PA00089444 | 48° 46′ 55″ nord, 3° 10′ 28″ ouest |       |
| Croix de chemin                                                                  | Plounévez-Moëdec             | Côtes-d'Armor           | Bretagne                   | inscrit    | « PA00089510 », notice no PA00089510 | 48° 33′ 29″ nord, 3° 25′ 03″ ouest |       |
| Église Saint-Étienne de Crozant                                                  | Crozant                      | Creuse                  | Nouvelle-Aquitaine         | classé     | « PA00100051 », notice no PA00100051 | 46° 23′ 33″ nord, 1° 37′ 17″ est   |       |
| Église Saint-Martin de Gouzon                                                    | Gouzon                       | Creuse                  | Nouvelle-Aquitaine         | inscrit    | « PA00100083 », notice no PA00100083 | 46° 11′ 32″ nord, 2° 14′ 23″ est   |       |
| Église Saint-Sulpice de Ladapeyre                                                | Ladapeyre                    | Creuse                  | Nouvelle-Aquitaine         | inscrit    | « PA00100095 », notice no PA00100095 | 46° 14′ 56″ nord, 2° 03′ 01″ est   |       |
| Église Saint-Pierre du Monteil-au-Vicomte                                        | Le Monteil-au-Vicomte        | Creuse                  | Nouvelle-Aquitaine         | inscrit    | « PA00100112 », notice no PA00100112 | 45° 55′ 47″ nord, 1° 56′ 14″ est   |       |
| Église Saint-Pierre-et-Saint-Paul de Noth                                        | Noth                         | Creuse                  | Nouvelle-Aquitaine         | inscrit    | « PA00100120 », notice no PA00100120 | 46° 14′ 04″ nord, 1° 35′ 06″ est   |       |
| Église Saint-Agnan de Saint-Agnant-de-Versillat                                  | Saint-Agnant-de-Versillat    | Creuse                  | Nouvelle-Aquitaine         | inscrit    | « PA00100146 », notice no PA00100146 | 46° 16′ 47″ nord, 1° 30′ 40″ est   |       |
| Église Saint-Pierre de Bougon                                                    | Bougon                       | Deux-Sèvres             | Nouvelle-Aquitaine         | classé     | « PA00101196 », notice no PA00101196 | 46° 22′ 08″ nord, 0° 04′ 02″ ouest |       |
| Commanderie d'Ensigné                                                            | Ensigné                      | Deux-Sèvres             | Nouvelle-Aquitaine         | inscrit    | « PA00101230 », notice no PA00101230 | 46° 05′ 28″ nord, 0° 15′ 01″ ouest |       |
| Tour de chevalier dite tour du couvent de Beynac                                 | Beynac-et-Cazenac            | Dordogne                | Nouvelle-Aquitaine         | inscrit    | « PA00082382 », notice no PA00082382 | 44° 50′ 26″ nord, 1° 08′ 38″ est   |       |
| Château de Fages                                                                 | Saint-Cyprien                | Dordogne                | Nouvelle-Aquitaine         | inscrit    | « PA00082822 », notice no PA00082822 | 44° 52′ 36″ nord, 1° 02′ 29″ est   |       |
| Grenier de la ville de Besançon                                                  | Besançon                     | Doubs                   | Bourgogne-Franche-Comté    | inscrit    | « PA00101479 », notice no PA00101479 | 47° 14′ 25″ nord, 6° 01′ 19″ est   |       |
| Temple du Saint-Esprit                                                           | Besançon                     | Doubs                   | Bourgogne-Franche-Comté    | inscrit    | « PA00101480 », notice no PA00101480 | 47° 14′ 26″ nord, 6° 01′ 24″ est   |       |
| Maison                                                                           | Besançon                     | Doubs                   | Bourgogne-Franche-Comté    | inscrit    | « PA00101575 », notice no PA00101575 | 47° 14′ 24″ nord, 6° 01′ 17″ est   |       |
| Maison                                                                           | Besançon                     | Doubs                   | Bourgogne-Franche-Comté    | inscrit    | « PA00101578 », notice no PA00101578 | 47° 14′ 21″ nord, 6° 01′ 14″ est   |       |
| Maison                                                                           | Besançon                     | Doubs                   | Bourgogne-Franche-Comté    | inscrit    | « PA00101579 », notice no PA00101579 | 47° 14′ 24″ nord, 6° 01′ 17″ est   |       |
| Maison                                                                           | Besançon                     | Doubs                   | Bourgogne-Franche-Comté    | inscrit    | « PA00101583 », notice no PA00101583 | 47° 14′ 24″ nord, 6° 01′ 17″ est   |       |
| Maison                                                                           | Besançon                     | Doubs                   | Bourgogne-Franche-Comté    | inscrit    | « PA00101584 », notice no PA00101584 | 47° 14′ 21″ nord, 6° 01′ 13″ est   |       |
| Maison                                                                           | Besançon                     | Doubs                   | Bourgogne-Franche-Comté    | inscrit    | « PA00101588 », notice no PA00101588 | 47° 14′ 24″ nord, 6° 01′ 18″ est   |       |
| Maison                                                                           | Besançon                     | Doubs                   | Bourgogne-Franche-Comté    | inscrit    | « PA00101589 », notice no PA00101589 | 47° 14′ 20″ nord, 6° 01′ 12″ est   |       |
| Maison                                                                           | Besançon                     | Doubs                   | Bourgogne-Franche-Comté    | inscrit    | « PA00101592 », notice no PA00101592 | 47° 14′ 20″ nord, 6° 01′ 12″ est   |       |
| Maison                                                                           | Besançon                     | Doubs                   | Bourgogne-Franche-Comté    | inscrit    | « PA00101594 », notice no PA00101594 | 47° 14′ 20″ nord, 6° 01′ 12″ est   |       |
| Maison                                                                           | Besançon                     | Doubs                   | Bourgogne-Franche-Comté    | inscrit    | « PA00101595 », notice no PA00101595 | 47° 14′ 20″ nord, 6° 01′ 12″ est   |       |
| Maison                                                                           | Besançon                     | Doubs                   | Bourgogne-Franche-Comté    | inscrit    | « PA00101596 », notice no PA00101596 | 47° 14′ 19″ nord, 6° 01′ 11″ est   |       |
| Maisons                                                                          | Besançon                     | Doubs                   | Bourgogne-Franche-Comté    | inscrit    | « PA00101569 », notice no PA00101569 | 47° 14′ 22″ nord, 6° 01′ 15″ est   |       |
| Maison                                                                           | Besançon                     | Doubs                   | Bourgogne-Franche-Comté    | inscrit    | « PA00101574 », notice no PA00101574 | 47° 14′ 22″ nord, 6° 01′ 14″ est   |       |
| Maison                                                                           | Besançon                     | Doubs                   | Bourgogne-Franche-Comté    | inscrit    | « PA00101577 », notice no PA00101577 | 47° 14′ 24″ nord, 6° 01′ 17″ est   |       |
| Maison                                                                           | Besançon                     | Doubs                   | Bourgogne-Franche-Comté    | inscrit    | « PA00101587 », notice no PA00101587 | 47° 14′ 20″ nord, 6° 01′ 13″ est   |       |
| Maison                                                                           | Besançon                     | Doubs                   | Bourgogne-Franche-Comté    | inscrit    | « PA00101590 », notice no PA00101590 | 47° 14′ 25″ nord, 6° 01′ 18″ est   |       |
| Maison                                                                           | Besançon                     | Doubs                   | Bourgogne-Franche-Comté    | inscrit    | « PA00101570 », notice no PA00101570 | 47° 14′ 23″ nord, 6° 01′ 16″ est   |       |
| Maison                                                                           | Besançon                     | Doubs                   | Bourgogne-Franche-Comté    | inscrit    | « PA00101572 », notice no PA00101572 | 47° 14′ 22″ nord, 6° 01′ 15″ est   |       |
| Maison                                                                           | Besançon                     | Doubs                   | Bourgogne-Franche-Comté    | inscrit    | « PA00101573 », notice no PA00101573 | 47° 14′ 23″ nord, 6° 01′ 17″ est   |       |
| Maison                                                                           | Besançon                     | Doubs                   | Bourgogne-Franche-Comté    | inscrit    | « PA00101586 », notice no PA00101586 | 47° 14′ 24″ nord, 6° 01′ 18″ est   |       |
| Maison                                                                           | Besançon                     | Doubs                   | Bourgogne-Franche-Comté    | inscrit    | « PA00101580 », notice no PA00101580 | 47° 14′ 21″ nord, 6° 01′ 14″ est   |       |
| Maison                                                                           | Besançon                     | Doubs                   | Bourgogne-Franche-Comté    | inscrit    | « PA00101599 », notice no PA00101599 | 47° 14′ 19″ nord, 6° 01′ 11″ est   |       |
| Maison                                                                           | Besançon                     | Doubs                   | Bourgogne-Franche-Comté    | inscrit    | « PA00101568 », notice no PA00101568 | 47° 14′ 23″ nord, 6° 01′ 16″ est   |       |
| Maison                                                                           | Besançon                     | Doubs                   | Bourgogne-Franche-Comté    | inscrit    | « PA00101571 », notice no PA00101571 | 47° 14′ 23″ nord, 6° 01′ 16″ est   |       |
| Maison                                                                           | Besançon                     | Doubs                   | Bourgogne-Franche-Comté    | inscrit    | « PA00101576 », notice no PA00101576 | 47° 14′ 22″ nord, 6° 01′ 14″ est   |       |
| Maison                                                                           | Besançon                     | Doubs                   | Bourgogne-Franche-Comté    | inscrit    | « PA00101581 », notice no PA00101581 | 47° 14′ 24″ nord, 6° 01′ 17″ est   |       |
| Maison                                                                           | Besançon                     | Doubs                   | Bourgogne-Franche-Comté    | inscrit    | « PA00101582 », notice no PA00101582 | 47° 14′ 21″ nord, 6° 01′ 14″ est   |       |
| Maison                                                                           | Besançon                     | Doubs                   | Bourgogne-Franche-Comté    | inscrit    | « PA00101585 », notice no PA00101585 | 47° 14′ 21″ nord, 6° 01′ 13″ est   |       |
| Maison                                                                           | Besançon                     | Doubs                   | Bourgogne-Franche-Comté    | inscrit    | « PA00101591 », notice no PA00101591 | 47° 14′ 20″ nord, 6° 01′ 12″ est   |       |
| Maison                                                                           | Besançon                     | Doubs                   | Bourgogne-Franche-Comté    | inscrit    | « PA00101597 », notice no PA00101597 | 47° 14′ 19″ nord, 6° 01′ 11″ est   |       |
| Maison                                                                           | Besançon                     | Doubs                   | Bourgogne-Franche-Comté    | inscrit    | « PA00101598 », notice no PA00101598 | 47° 14′ 19″ nord, 6° 01′ 11″ est   |       |
| Croix-autel de Juvisy-sur-Orge                                                   | Juvisy-sur-Orge              | Essonne                 | Île-de-France              | inscrit    | « PA00087928 », notice no PA00087928 | 48° 41′ 15″ nord, 2° 22′ 38″ est   |       |
| Tour de l'Horloge                                                                | Les Andelys                  | Eure                    | Normandie                  | inscrit    | « PA00099309 », notice no PA00099309 | 49° 14′ 55″ nord, 1° 24′ 55″ est   |       |
| Chapelle de Bethléem                                                             | Aubevoye                     | Eure                    | Normandie                  | inscrit    | « PA00099312 », notice no PA00099312 | 49° 10′ 29″ nord, 1° 19′ 35″ est   |       |
| Ferme du Fort                                                                    | Authevernes                  | Eure                    | Normandie                  | inscrit    | « PA00099314 », notice no PA00099314 | 49° 13′ 05″ nord, 1° 38′ 17″ est   |       |
| Manoir de Barville                                                               | Barville                     | Eure                    | Normandie                  | inscrit    | « PA00099320 », notice no PA00099320 | 49° 09′ 30″ nord, 0° 28′ 49″ est   |       |
| Maison                                                                           | Bernay                       | Eure                    | Normandie                  | inscrit    | « PA00099337 », notice no PA00099337 | 49° 05′ 28″ nord, 0° 35′ 38″ est   |       |
| Maison                                                                           | Bernay                       | Eure                    | Normandie                  | inscrit    | « PA00099336 », notice no PA00099336 | 49° 05′ 27″ nord, 0° 35′ 37″ est   |       |
| Maison                                                                           | Bernay                       | Eure                    | Normandie                  | inscrit    | « PA00099338 », notice no PA00099338 | 49° 05′ 22″ nord, 0° 35′ 45″ est   |       |
| Monument funéraire de Pierre Seyer                                               | Bois-Jérôme-Saint-Ouen       | Eure                    | Normandie                  | inscrit    | « PA00099345 », notice no PA00099345 | 49° 06′ 06″ nord, 1° 32′ 30″ est   |       |
| Manoir de Bus                                                                    | Bus-Saint-Rémy               | Eure                    | Normandie                  | classé     | « PA00099366 », notice no PA00099366 | 49° 08′ 46″ nord, 1° 37′ 12″ est   |       |
| Église Saint-Pierre de Cuverville                                                | Cuverville                   | Eure                    | Normandie                  | inscrit    | « PA00099383 », notice no PA00099383 | 49° 17′ 14″ nord, 1° 22′ 18″ est   |       |
| Maison du 16 rue aux Fromages à Pont-Audemer                                     | Pont-Audemer                 | Eure                    | Normandie                  | inscrit    | « PA00099516 », notice no PA00099516 | 49° 21′ 21″ nord, 0° 30′ 50″ est   |       |
| Maison du 18 rue aux Fromages à Pont-Audemer                                     | Pont-Audemer                 | Eure                    | Normandie                  | inscrit    | « PA00099517 », notice no PA00099517 | 49° 21′ 21″ nord, 0° 30′ 50″ est   |       |
| Maison du 20 rue Sadi-Carnot à Pont-Audemer                                      | Pont-Audemer                 | Eure                    | Normandie                  | inscrit    | « PA00099518 », notice no PA00099518 | 49° 21′ 23″ nord, 0° 30′ 50″ est   |       |
| Maison de Henri IV                                                               | Quillebeuf-sur-Seine         | Eure                    | Normandie                  | inscrit    | « PA00099531 », notice no PA00099531 | 49° 28′ 17″ nord, 0° 31′ 43″ est   |       |
| Chapelle de Lochrist                                                             | Coray                        | Finistère               | Bretagne                   | inscrit    | « PA00089897 », notice no PA00089897 | 48° 04′ 29″ nord, 3° 52′ 46″ ouest |       |
| Chapelle Saint-Antoine de Plouezoc'h                                             | Plouezoc'h                   | Finistère               | Bretagne                   | inscrit    | « PA00090225 », notice no PA00090225 | 48° 38′ 11″ nord, 3° 48′ 37″ ouest |       |
| Calvaire de Menez-ar-Plour                                                       | Plounévez-Lochrist           | Finistère               | Bretagne                   | inscrit    | « PA00090262 », notice no PA00090262 | 48° 38′ 19″ nord, 4° 13′ 26″ ouest |       |
| Église Saint-Jean-Baptiste de Saint-Jean-du-Doigt                                | Saint-Jean-du-Doigt          | Finistère               | Bretagne                   | classé     | « PA00090419 », notice no PA00090419 | 48° 41′ 39″ nord, 3° 46′ 23″ ouest |       |
| Chapelle Saint-Sauveur de Coadry                                                 | Scaër                        | Finistère               | Bretagne                   | inscrit    | « PA00090446 », notice no PA00090446 | 48° 02′ 45″ nord, 3° 45′ 49″ ouest |       |
| Couvent des Cordeliers                                                           | Auch                         | Gers                    | Occitanie                  | inscrit    | « PA00094706 », notice no PA00094706 | 43° 38′ 51″ nord, 0° 35′ 03″ est   |       |
| Abbaye de Berdoues                                                               | Berdoues                     | Gers                    | Occitanie                  | inscrit    | « PA00094738 », notice no PA00094738 | 43° 28′ 50″ nord, 0° 24′ 33″ est   |       |
| Château de Saint-Lary                                                            | Saint-Lary                   | Gers                    | Occitanie                  | inscrit    | « PA00094916 », notice no PA00094916 | 43° 43′ 26″ nord, 0° 29′ 56″ est   |       |
| Substructions gallo-romaines                                                     | Andernos-les-Bains           | Gironde                 | Nouvelle-Aquitaine         | classé     | « PA00083111 », notice no PA00083111 | 44° 44′ 34″ nord, 1° 06′ 21″ ouest |       |
| Église Saints-Pierre-et-Paul                                                     | Eguisheim                    | Haut-Rhin               | Grand Est                  | inscrit    | « PA00085415 », notice no PA00085415 | 48° 02′ 32″ nord, 7° 18′ 21″ est   |       |
| Hôtel Réquy                                                                      | Toulouse                     | Haute-Garonne           | Occitanie                  | inscrit    | « PA00094567 », notice no PA00094567 | 43° 35′ 46″ nord, 1° 26′ 37″ est   |       |
| Tour du Dôme                                                                     | Wassy                        | Haute-Marne             | Grand Est                  | inscrit    | « PA00079291 », notice no PA00079291 | 48° 29′ 57″ nord, 4° 56′ 50″ est   |       |
| Église Saint-Apollinaire de L'Argentière-la-Bessée                               | L'Argentière-la-Bessée       | Hautes-Alpes            | Provence-Alpes-Côte d'Azur | classé     | « PA00080519 », notice no PA00080519 | 44° 47′ 10″ nord, 6° 33′ 00″ est   |       |
| Église de la Nativité-de-Notre-Dame de Lagrand                                   | Lagrand                      | Hautes-Alpes            | Provence-Alpes-Côte d'Azur | classé     | « PA00080578 », notice no PA00080578 | 44° 20′ 30″ nord, 5° 45′ 24″ est   |       |
| Porte fortifiée adossée au mur de l'église                                       | Monléon-Magnoac              | Hautes-Pyrénées         | Occitanie                  | inscrit    | « PA00095402 », notice no PA00095402 | 43° 15′ 07″ nord, 0° 31′ 06″ est   |       |
| Château d'Issy                                                                   | Issy-les-Moulineaux          | Hauts-de-Seine          | Île-de-France              | inscrit    | « PA00088111 », notice no PA00088111 | 48° 49′ 22″ nord, 2° 16′ 24″ est   |       |
| Église Saint-Geniès-de-Rome de Cesseras                                          | Cesseras                     | Hérault                 | Occitanie                  | classé     | « PA00103431 », notice no PA00103431 | 43° 19′ 32″ nord, 2° 42′ 48″ est   |       |
| Église Saint-Félix-de-Gérone de Claret                                           | Claret                       | Hérault                 | Occitanie                  | classé     | « PA00103435 », notice no PA00103435 | 43° 51′ 45″ nord, 3° 54′ 20″ est   |       |
| Grotte de Treviols                                                               | Lodève                       | Hérault                 | Occitanie                  | classé     | « PA00103480 », notice no PA00103480 | 43° 42′ 24″ nord, 3° 19′ 41″ est   |       |
| Hôtel de Bezons                                                                  | Pézenas                      | Hérault                 | Occitanie                  | inscrit    | « PA00103637 », notice no PA00103637 | 43° 27′ 38″ nord, 3° 25′ 19″ est   |       |
| Immeuble                                                                         | Pézenas                      | Hérault                 | Occitanie                  | inscrit    | « PA00103652 », notice no PA00103652 | 43° 27′ 32″ nord, 3° 25′ 26″ est   |       |
| Maison des Commandeurs                                                           | Pézenas                      | Hérault                 | Occitanie                  | inscrit    | « PA00103654 », notice no PA00103654 | 43° 27′ 37″ nord, 3° 25′ 25″ est   |       |
| Prison consulaire                                                                | Pézenas                      | Hérault                 | Occitanie                  | inscrit    | « PA00103660 », notice no PA00103660 | 43° 27′ 40″ nord, 3° 25′ 17″ est   |       |
| Hôtel du connétable de Montmorency                                               | Pézenas                      | Hérault                 | Occitanie                  | inscrit    | « PA00103638 », notice no PA00103638 | 43° 27′ 37″ nord, 3° 25′ 12″ est   |       |
| Hôtel de l'Épine                                                                 | Pézenas                      | Hérault                 | Occitanie                  | inscrit    | « PA00103640 », notice no PA00103640 | 43° 27′ 31″ nord, 3° 25′ 27″ est   |       |
| Hôtel de Ribes                                                                   | Pézenas                      | Hérault                 | Occitanie                  | inscrit    | « PA00103653 », notice no PA00103653 | 43° 27′ 38″ nord, 3° 25′ 23″ est   |       |
| Maison                                                                           | Pézenas                      | Hérault                 | Occitanie                  | inscrit    | « PA00103657 », notice no PA00103657 | 43° 27′ 39″ nord, 3° 25′ 20″ est   |       |
| Hôtel de Grave                                                                   | Pézenas                      | Hérault                 | Occitanie                  | inscrit    | « PA00103643 », notice no PA00103643 | 43° 27′ 40″ nord, 3° 25′ 19″ est   |       |
| Croix de carrefour du Puech                                                      | Le Puech, Lodève             | Hérault                 | Occitanie                  | inscrit    | « PA00103674 », notice no PA00103674 | 43° 43′ 54″ nord, 3° 19′ 02″ est   |       |
| Croix de carrefour de Sorbs                                                      | Sorbs                        | Hérault                 | Occitanie                  | inscrit    | « PA00103731 », notice no PA00103731 | 43° 53′ 24″ nord, 3° 24′ 01″ est   |       |
| Croix de cimetière                                                               | Bréal-sous-Montfort          | Ille-et-Vilaine         | Bretagne                   | inscrit    | « PA00090510 », notice no PA00090510 | 48° 02′ 54″ nord, 1° 52′ 06″ ouest |       |
| Menhir de la Roche Piquée                                                        | Livré-sur-Changeon           | Ille-et-Vilaine         | Bretagne                   | classé     | « PA00090618 », notice no PA00090618 | 48° 13′ 35″ nord, 1° 23′ 47″ ouest |       |
| Hôtel de la Moussaye                                                             | Rennes                       | Ille-et-Vilaine         | Bretagne                   | inscrit    | « PA00090699 », notice no PA00090699 | 48° 06′ 43″ nord, 1° 40′ 37″ ouest |       |
| Maison                                                                           | Rennes                       | Ille-et-Vilaine         | Bretagne                   | inscrit    | « PA00090749 », notice no PA00090749 | 48° 06′ 39″ nord, 1° 40′ 56″ ouest |       |
| Menhir dit La Roche Longue                                                       | Saint-Marcan                 | Ille-et-Vilaine         | Bretagne                   | classé     | « PA00090872 », notice no PA00090872 | 48° 35′ 13″ nord, 1° 37′ 45″ ouest |       |
| Abbaye Notre-Dame du Tronchet                                                    | Le Tronchet                  | Ille-et-Vilaine         | Bretagne                   | classé     | « PA00090892 », notice no PA00090892 | 48° 29′ 28″ nord, 1° 50′ 05″ ouest |       |
| Église Saint-Laurian de Vatan                                                    | Vatan                        | Indre                   | Centre-Val de Loire        | inscrit    | « PA00097477 », notice no PA00097477 | 47° 04′ 29″ nord, 1° 48′ 36″ est   |       |
| Château de Beauregard                                                            | Velles                       | Indre                   | Centre-Val de Loire        | inscrit    | « PA00097479 », notice no PA00097479 | 46° 42′ 20″ nord, 1° 40′ 16″ est   |       |
| Tour de l'Horloge                                                                | Amboise                      | Indre-et-Loire          | Centre-Val de Loire        | classé     | « PA00097524 », notice no PA00097524 | 47° 24′ 45″ nord, 0° 59′ 02″ est   |       |
| Abbaye Saint-Paul de Cormery                                                     | Cormery                      | Indre-et-Loire          | Centre-Val de Loire        | inscrit    | « PA00097710 », notice no PA00097710 | 47° 16′ 08″ nord, 0° 50′ 13″ est   |       |
| Église Saint-Jean-Baptiste de Langeais                                           | Langeais                     | Indre-et-Loire          | Centre-Val de Loire        | classé     | « PA00097796 », notice no PA00097796 | 47° 19′ 34″ nord, 0° 24′ 22″ est   |       |
| Église Notre-Dame de Véretz                                                      | Véretz                       | Indre-et-Loire          | Centre-Val de Loire        | inscrit    | « PA00098275 », notice no PA00098275 | 47° 21′ 36″ nord, 0° 48′ 16″ est   |       |
| Hôtel Rolland                                                                    | Saint-Alban-du-Rhône         | Isère                   | Auvergne-Rhône-Alpes       | inscrit    | « PA00117245 », notice no PA00117245 | 45° 25′ 36″ nord, 4° 45′ 20″ est   |       |
| Maison                                                                           | Saint-Savin                  | Isère                   | Auvergne-Rhône-Alpes       | inscrit    | « PA00117276 », notice no PA00117276 |                                    |       |
| Abbaye Saint-Pierre de Baume-les-Messieurs                                       | Baume-les-Messieurs          | Jura                    | Bourgogne-Franche-Comté    | inscrit    | « PA00101814 », notice no PA00101814 | 46° 42′ 26″ nord, 5° 38′ 54″ est   |       |
| Église des Cordeliers                                                            | Lons-le-Saunier              | Jura                    | Bourgogne-Franche-Comté    | inscrit    | « PA00101889 », notice no PA00101889 | 46° 40′ 27″ nord, 5° 33′ 21″ est   |       |
| Abbaye de Saint-Amour                                                            | Saint-Amour                  | Jura                    | Bourgogne-Franche-Comté    | inscrit    | « PA00102011 », notice no PA00102011 | 46° 26′ 25″ nord, 5° 20′ 31″ est   |       |
| Croix de Sirod                                                                   | Sirod                        | Jura                    | Bourgogne-Franche-Comté    | inscrit    | « PA00102040 », notice no PA00102040 | 46° 43′ 47″ nord, 5° 59′ 20″ est   |       |
| Hôtel de Condé                                                                   | Blois                        | Loir-et-Cher            | Centre-Val de Loire        | inscrit    | « PA00098370 », notice no PA00098370 | 47° 35′ 15″ nord, 1° 20′ 07″ est   |       |
| Église Saint-Martin de Talcy                                                     | Talcy                        | Loir-et-Cher            | Centre-Val de Loire        | inscrit    | « PA00098616 », notice no PA00098616 | 47° 46′ 11″ nord, 1° 26′ 42″ est   |       |
| Église Saint-Maurice de Chevrières                                               | Chevrières                   | Loire                   | Auvergne-Rhône-Alpes       | inscrit    | « PA00117468 », notice no PA00117468 | 45° 35′ 17″ nord, 4° 23′ 58″ est   |       |
| Église Saint-Just de Saint-Just-en-Bas                                           | Saint-Just-en-Bas            | Loire                   | Auvergne-Rhône-Alpes       | inscrit    | « PA00117633 », notice no PA00117633 | 45° 43′ 50″ nord, 3° 52′ 52″ est   |       |
| Maison                                                                           | Le Croisic                   | Loire-Atlantique        | Pays de la Loire           | inscrit    | « PA00108603 », notice no PA00108603 | 47° 17′ 34″ nord, 2° 30′ 38″ ouest |       |
| Prison de Beaugency                                                              | Beaugency                    | Loiret                  | Centre-Val de Loire        | inscrit    | « PA00098699 », notice no PA00098699 | 47° 46′ 42″ nord, 1° 37′ 51″ est   |       |
| Église Saint-Euverte                                                             | Orléans                      | Loiret                  | Centre-Val de Loire        | classé     | « PA00098844 », notice no PA00098844 | 47° 54′ 10″ nord, 1° 55′ 04″ est   |       |
| Église Saint-Barthélémy                                                          | Cahors                       | Lot                     | Occitanie                  | classé     | « PA00095000 », notice no PA00095000 | 44° 27′ 08″ nord, 1° 26′ 26″ est   |       |
| Église Saint-Cyr de Fargues-sur-Ourbise                                          | Fargues-sur-Ourbise          | Lot-et-Garonne          | Nouvelle-Aquitaine         | inscrit    | « PA00084116 », notice no PA00084116 | 44° 14′ 20″ nord, 0° 09′ 17″ est   |       |
| Manoir de Potrel (salle d'honneur)                                               | Dragey-Ronthon               | Manche                  | Normandie                  | inscrit    | « PA00110392 », notice no PA00110392 | 48° 42′ 42″ nord, 1° 30′ 14″ ouest |       |
| Maison adossée aux remparts                                                      | Le Mont-Saint-Michel         | Manche                  | Normandie                  | classé     | « PA00110488 », notice no PA00110488 | 48° 38′ 09″ nord, 1° 30′ 35″ ouest |       |
| Église Saint-Hilaire de Mareuil-sur-Ay                                           | Mareuil-sur-Ay               | Marne                   | Grand Est                  | classé     | « PA00078738 », notice no PA00078738 | 49° 02′ 41″ nord, 4° 02′ 21″ est   |       |
| Église Saint-Martin de Pleurs                                                    | Pleurs                       | Marne                   | Grand Est                  | inscrit    | « PA00078764 », notice no PA00078764 | 48° 41′ 14″ nord, 3° 52′ 10″ est   |       |
| Abbaye Saint-Remi de Reims                                                       | Reims                        | Marne                   | Grand Est                  | classé     | « PA00078773 », notice no PA00078773 | 49° 14′ 36″ nord, 4° 02′ 29″ est   |       |
| Collège des Jésuites                                                             | Reims                        | Marne                   | Grand Est                  | classé     | « PA00078779 », notice no PA00078779 | 49° 14′ 48″ nord, 4° 02′ 25″ est   |       |
| maison des comtes de Champagne                                                   | Reims                        | Marne                   | Grand Est                  | classé     | « PA00078813 », notice no PA00078813 | 49° 15′ 27″ nord, 4° 01′ 59″ est   |       |
| Château de Mortreux                                                              | Daon                         | Mayenne                 | Pays de la Loire           | classé     | « PA00109498 », notice no PA00109498 | 47° 45′ 10″ nord, 0° 36′ 42″ ouest |       |
| Maison                                                                           | Laval                        | Mayenne                 | Pays de la Loire           | inscrit    | « PA00109543 », notice no PA00109543 | 48° 04′ 05″ nord, 0° 46′ 13″ ouest |       |
| Citadelle de Longwy                                                              | Longwy                       | Meurthe-et-Moselle      | Grand Est                  | classé     | « PA00106075 », notice no PA00106075 | 49° 31′ 21″ nord, 5° 45′ 47″ est   |       |
| Église Saint-Julien de Mont                                                      | Mont-Bonvillers              | Meurthe-et-Moselle      | Grand Est                  | classé     | « PA00106001 », notice no PA00106001 | 49° 19′ 33″ nord, 5° 50′ 12″ est   |       |
| Maison                                                                           | Saint-Nicolas-de-Port        | Meurthe-et-Moselle      | Grand Est                  | classé     | « PA00106364 », notice no PA00106364 | 48° 37′ 50″ nord, 6° 18′ 09″ est   |       |
| Croix de Ténuel                                                                  | Baud                         | Morbihan                | Bretagne                   | inscrit    | « PA00091019 », notice no PA00091019 | 47° 52′ 05″ nord, 3° 02′ 43″ ouest |       |
| Chapelle Notre-Dame-de-Tréavrec                                                  | Brech                        | Morbihan                | Bretagne                   | inscrit    | « PA00091054 », notice no PA00091054 | 47° 44′ 20″ nord, 3° 03′ 18″ ouest |       |
| Deux lechs                                                                       | Carnac                       | Morbihan                | Bretagne                   | classé     | « PA00091108 », notice no PA00091108 | 47° 36′ 14″ nord, 3° 04′ 14″ ouest |       |
| Bains romains de la fontaine de Légenèse                                         | Carnac                       | Morbihan                | Bretagne                   | classé     | « PA00091077 », notice no PA00091077 | 47° 34′ 02″ nord, 3° 04′ 58″ ouest |       |
| Dolmen et menhir du Clos Pernel                                                  | Carnac                       | Morbihan                | Bretagne                   | classé     | « PA00091079 », notice no PA00091079 | 47° 37′ 02″ nord, 3° 02′ 48″ ouest |       |
| Dolmen et menhir                                                                 | Carnac                       | Morbihan                | Bretagne                   | classé     | « PA00091100 », notice no PA00091100 | 47° 37′ 03″ nord, 3° 03′ 07″ ouest |       |
| Tumulus à double dolmen d'Er-Rohellec                                            | Carnac                       | Morbihan                | Bretagne                   | classé     | « PA00091131 », notice no PA00091131 | 47° 37′ 54″ nord, 3° 04′ 40″ ouest |       |
| Dolmen d'Er-Roh (Carnac)                                                         | Carnac                       | Morbihan                | Bretagne                   | classé     | « PA00091095 », notice no PA00091095 | 47° 36′ 36″ nord, 3° 03′ 21″ ouest |       |
| Église Notre-Dame-de-l'Assomption                                                | Le Faouët                    | Morbihan                | Bretagne                   | inscrit    | « PA00091194 », notice no PA00091194 | 48° 01′ 54″ nord, 3° 29′ 09″ ouest |       |
| Calvaire et tympan de Coët-Bugat                                                 | Guégon                       | Morbihan                | Bretagne                   | inscrit    | « PA00091228 », notice no PA00091228 | 47° 54′ 05″ nord, 2° 34′ 31″ ouest |       |
| Colonne des Trente                                                               | Guillac                      | Morbihan                | Bretagne                   | inscrit    | « PA00091266 », notice no PA00091266 | 47° 56′ 15″ nord, 2° 29′ 13″ ouest |       |
| Calvaire de la croix de Lochrist                                                 | Inguiniel                    | Morbihan                | Bretagne                   | inscrit    | « PA00091306 », notice no PA00091306 | 47° 57′ 49″ nord, 3° 14′ 28″ ouest |       |
| Maison                                                                           | Josselin                     | Morbihan                | Bretagne                   | inscrit    | « PA00091317 », notice no PA00091317 | 47° 57′ 18″ nord, 2° 32′ 52″ ouest |       |
| Maison Morice                                                                    | Josselin                     | Morbihan                | Bretagne                   | inscrit    | « PA00091320 », notice no PA00091320 | 47° 57′ 16″ nord, 2° 32′ 52″ ouest |       |
| Fontaine Saint-Roch                                                              | Lanvaudan                    | Morbihan                | Bretagne                   | inscrit    | « PA00091351 », notice no PA00091351 | 47° 53′ 48″ nord, 3° 16′ 09″ ouest |       |
| Fontaine Notre-Dame                                                              | Larmor-Plage                 | Morbihan                | Bretagne                   | inscrit    | « PA00091360 », notice no PA00091360 | 47° 42′ 19″ nord, 3° 23′ 02″ ouest |       |
| Église Saint-Sauveur                                                             | Locminé                      | Morbihan                | Bretagne                   | inscrit    | « PA00091395 », notice no PA00091395 | 47° 53′ 16″ nord, 2° 50′ 12″ ouest |       |
| Fontaine Saint-Colomban                                                          | Locminé                      | Morbihan                | Bretagne                   | inscrit    | « PA00091396 », notice no PA00091396 | 47° 53′ 21″ nord, 2° 50′ 13″ ouest |       |
| Maison                                                                           | Malestroit                   | Morbihan                | Bretagne                   | inscrit    | « PA00091427 », notice no PA00091427 | 47° 48′ 34″ nord, 2° 22′ 56″ ouest |       |
| Maison Le Moué                                                                   | Malestroit                   | Morbihan                | Bretagne                   | inscrit    | « PA00091426 », notice no PA00091426 | 47° 48′ 32″ nord, 2° 22′ 54″ ouest |       |
| Maison                                                                           | Malestroit                   | Morbihan                | Bretagne                   | inscrit    | « PA00091425 », notice no PA00091425 | 47° 48′ 34″ nord, 2° 22′ 56″ ouest |       |
| Croix de cimetière                                                               | Malguénac                    | Morbihan                | Bretagne                   | inscrit    | « PA00091431 », notice no PA00091431 | 48° 04′ 47″ nord, 3° 03′ 06″ ouest |       |
| Fontaine de Kergornet                                                            | Merlevenez                   | Morbihan                | Bretagne                   | inscrit    | « PA00091443 », notice no PA00091443 | 47° 43′ 59″ nord, 3° 14′ 15″ ouest |       |
| Calvaire de Bonigeard                                                            | Meslan                       | Morbihan                | Bretagne                   | inscrit    | « PA00091444 », notice no PA00091444 | 47° 58′ 41″ nord, 3° 27′ 05″ ouest |       |
| Croix de l'Église Saint-Cyr                                                      | Moréac                       | Morbihan                | Bretagne                   | inscrit    | « PA00091454 », notice no PA00091454 | 47° 55′ 11″ nord, 2° 49′ 14″ ouest |       |
| Chapelle de Lochrist                                                             | Ploërdut                     | Morbihan                | Bretagne                   | inscrit    | « PA00091491 », notice no PA00091491 | 48° 04′ 17″ nord, 3° 19′ 55″ ouest |       |
| Maison                                                                           | Pontivy                      | Morbihan                | Bretagne                   | inscrit    | « PA00091575 », notice no PA00091575 | 48° 04′ 04″ nord, 2° 57′ 53″ ouest |       |
| Église Saint-Mériadec-de-Stival                                                  | Pontivy                      | Morbihan                | Bretagne                   | inscrit    | « PA00091573 », notice no PA00091573 | 48° 05′ 06″ nord, 2° 59′ 36″ ouest |       |
| Maison                                                                           | Pontivy                      | Morbihan                | Bretagne                   | inscrit    | « PA00091576 », notice no PA00091576 | 48° 04′ 04″ nord, 2° 57′ 53″ ouest |       |
| Château de la Villeneuve                                                         | Pontivy                      | Morbihan                | Bretagne                   | inscrit    | « PA00091569 », notice no PA00091569 | 48° 04′ 52″ nord, 2° 58′ 44″ ouest |       |
| Maison des Trois-Piliers                                                         | Pontivy                      | Morbihan                | Bretagne                   | inscrit    | « PA00091577 », notice no PA00091577 | 48° 04′ 05″ nord, 2° 57′ 55″ ouest |       |
| Maison                                                                           | Pontivy                      | Morbihan                | Bretagne                   | inscrit    | « PA00091580 », notice no PA00091580 | 48° 04′ 06″ nord, 2° 58′ 00″ ouest |       |
| Citadelle et remparts                                                            | Port-Louis                   | Morbihan                | Bretagne                   | inscrit    | « PA00091585 », notice no PA00091585 | 47° 42′ 38″ nord, 3° 21′ 50″ ouest |       |
| Croix du Congo                                                                   | Questembert                  | Morbihan                | Bretagne                   | inscrit    | « PA00091599 », notice no PA00091599 | 47° 41′ 05″ nord, 2° 28′ 26″ ouest |       |
| Croix des Buttes                                                                 | Questembert                  | Morbihan                | Bretagne                   | inscrit    | « PA00091598 », notice no PA00091598 | 47° 39′ 43″ nord, 2° 27′ 37″ ouest |       |
| Menhir de la Pointe-de-Guéritte                                                  | Quiberon                     | Morbihan                | Bretagne                   | classé     | « PA00091611 », notice no PA00091611 | 47° 28′ 53″ nord, 3° 08′ 12″ ouest |       |
| Tumulus d'Er-Hibelle                                                             | Quiberon                     | Morbihan                | Bretagne                   | classé     | « PA00091620 », notice no PA00091620 | 47° 30′ 12″ nord, 3° 08′ 58″ ouest |       |
| Fontaine Saint-Fiacre                                                            | Radenac                      | Morbihan                | Bretagne                   | inscrit    | « PA00091630 », notice no PA00091630 | 47° 57′ 47″ nord, 2° 43′ 25″ ouest |       |
| Croix du Champ-des-Morts                                                         | Saint-Marcel                 | Morbihan                | Bretagne                   | inscrit    | « PA00091693 », notice no PA00091693 | 47° 48′ 21″ nord, 2° 25′ 03″ ouest |       |
| Croix Catherine                                                                  | Saint-Marcel                 | Morbihan                | Bretagne                   | inscrit    | « PA00091692 », notice no PA00091692 | 47° 48′ 14″ nord, 2° 25′ 06″ ouest |       |
| Fort de Penthièvre                                                               | Saint-Pierre-Quiberon        | Morbihan                | Bretagne                   | inscrit    | « PA00091710 », notice no PA00091710 | 47° 32′ 35″ nord, 3° 08′ 13″ ouest |       |
| Calvaire de la Croix-de-Gohazé                                                   | Saint-Thuriau                | Morbihan                | Bretagne                   | inscrit    | « PA00091721 », notice no PA00091721 | 48° 01′ 19″ nord, 2° 58′ 25″ ouest |       |
| Maison                                                                           | Sarzeau                      | Morbihan                | Bretagne                   | inscrit    | « PA00091731 », notice no PA00091731 | 47° 31′ 37″ nord, 2° 46′ 07″ ouest |       |
| Maison                                                                           | Sarzeau                      | Morbihan                | Bretagne                   | inscrit    | « PA00091732 », notice no PA00091732 | 47° 31′ 38″ nord, 2° 46′ 07″ ouest |       |
| Menhirs Babouin et Babouine                                                      | Trédion                      | Morbihan                | Bretagne                   | classé     | « PA00091758 », notice no PA00091758 | 47° 46′ 54″ nord, 2° 34′ 44″ ouest |       |
| Maison                                                                           | Vannes                       | Morbihan                | Bretagne                   | inscrit    | « PA00091802 », notice no PA00091802 | 47° 39′ 27″ nord, 2° 45′ 25″ ouest |       |
| Maison                                                                           | Vannes                       | Morbihan                | Bretagne                   | inscrit    | « PA00091798 », notice no PA00091798 | 47° 39′ 28″ nord, 2° 45′ 24″ ouest |       |
| Maison                                                                           | Vannes                       | Morbihan                | Bretagne                   | inscrit    | « PA00091801 », notice no PA00091801 | 47° 39′ 27″ nord, 2° 45′ 25″ ouest |       |
| Maison                                                                           | Vannes                       | Morbihan                | Bretagne                   | inscrit    | « PA00091799 », notice no PA00091799 | 47° 39′ 28″ nord, 2° 45′ 24″ ouest |       |
| Maison                                                                           | Vannes                       | Morbihan                | Bretagne                   | inscrit    | « PA00091800 », notice no PA00091800 | 47° 39′ 27″ nord, 2° 45′ 25″ ouest |       |
| Hôtel de la Bulette                                                              | Metz                         | Moselle                 | Grand Est                  | inscrit    | « PA00106846 », notice no PA00106846 | 49° 07′ 12″ nord, 6° 10′ 44″ est   |       |
| Église Saint-Marien de Vic-sur-Seille                                            | Vic-sur-Seille               | Moselle                 | Grand Est                  | inscrit    | « PA00107026 », notice no PA00107026 | 48° 46′ 53″ nord, 6° 31′ 48″ est   |       |
| Croix d'Hamel                                                                    | Hamel                        | Nord                    | Hauts-de-France            | classé     | « PA00107544 », notice no PA00107544 | 50° 16′ 52″ nord, 3° 04′ 26″ est   |       |
| Maison de Gilles de la Boë                                                       | Lille                        | Nord                    | Hauts-de-France            | classé     | « PA00107671 », notice no PA00107671 | 50° 38′ 28″ nord, 3° 03′ 53″ est   |       |
| Maison                                                                           | Beauvais                     | Oise                    | Hauts-de-France            | inscrit    | « PA00114514 », notice no PA00114514 | 49° 25′ 42″ nord, 2° 05′ 13″ est   |       |
| Maison                                                                           | Crépy-en-Valois              | Oise                    | Hauts-de-France            | inscrit    | « PA00114662 », notice no PA00114662 | 49° 14′ 12″ nord, 2° 53′ 07″ est   |       |
| Maison                                                                           | Crépy-en-Valois              | Oise                    | Hauts-de-France            | inscrit    | « PA00114661 », notice no PA00114661 | 49° 14′ 15″ nord, 2° 53′ 07″ est   |       |
| Maison (détruite)                                                                | Crépy-en-Valois              | Oise                    | Hauts-de-France            | inscrit    | « PA00114664 », notice no PA00114664 |                                    |       |
| Ermitage de Jean-Jacques Rousseau                                                | Ermenonville                 | Oise                    | Hauts-de-France            | inscrit    | « PA00114680 », notice no PA00114680 | 49° 07′ 57″ nord, 2° 40′ 59″ est   |       |
| Église Notre-Dame-et-Saint-Fiacre de Neuilly-sous-Clermont                       | Neuilly-sous-Clermont        | Oise                    | Hauts-de-France            | classé     | « PA00114775 », notice no PA00114775 | 49° 20′ 38″ nord, 2° 24′ 44″ est   |       |
| Fontaine couverte de l'abbaye du Moncel                                          | Pontpoint                    | Oise                    | Hauts-de-France            | inscrit    | « PA00114819 », notice no PA00114819 | 49° 18′ 09″ nord, 2° 36′ 51″ est   |       |
| Église Saint-Remy de Roberval                                                    | Roberval                     | Oise                    | Hauts-de-France            | inscrit    | « PA00114841 », notice no PA00114841 | 49° 17′ 25″ nord, 2° 41′ 19″ est   |       |
| Abbatiale Saint-Paul de Saint-Paul                                               | Saint-Paul                   | Oise                    | Hauts-de-France            | inscrit    | « PA00114871 », notice no PA00114871 | 49° 25′ 43″ nord, 2° 00′ 25″ est   |       |
| Abbaye Saint-Vincent                                                             | Senlis                       | Oise                    | Hauts-de-France            | inscrit    | « PA00114880 », notice no PA00114880 | 49° 12′ 09″ nord, 2° 35′ 22″ est   |       |
| Hôtel du Haubergier                                                              | Senlis                       | Oise                    | Hauts-de-France            | inscrit    | « PA00114896 », notice no PA00114896 | 49° 12′ 17″ nord, 2° 35′ 05″ est   |       |
| Hôtel de Vermandois                                                              | Senlis                       | Oise                    | Hauts-de-France            | inscrit    | « PA00114899 », notice no PA00114899 | 49° 12′ 26″ nord, 2° 35′ 08″ est   |       |
| Hôtel de la Chancellerie                                                         | Senlis                       | Oise                    | Hauts-de-France            | inscrit    | « PA00114892 », notice no PA00114892 | 49° 12′ 22″ nord, 2° 34′ 57″ est   |       |
| Tour du Jeu d'arc                                                                | Senlis                       | Oise                    | Hauts-de-France            | inscrit    | « PA00114909 », notice no PA00114909 | 49° 12′ 15″ nord, 2° 34′ 48″ est   |       |
| Hôtel de ville                                                                   | Senlis                       | Oise                    | Hauts-de-France            | inscrit    | « PA00114900 », notice no PA00114900 | 49° 12′ 19″ nord, 2° 35′ 00″ est   |       |
| Hôtel du Flamand                                                                 | Senlis                       | Oise                    | Hauts-de-France            | inscrit    | « PA00114894 », notice no PA00114894 | 49° 12′ 14″ nord, 2° 35′ 02″ est   |       |
| Grange dîmière d'Ully-Saint-Georges                                              | Ully-Saint-Georges           | Oise                    | Hauts-de-France            | inscrit    | « PA00114934 », notice no PA00114934 | 49° 16′ 48″ nord, 2° 16′ 49″ est   |       |
| Château de Gannes                                                                | L'Hôme-Chamondot             | Orne                    | Normandie                  | inscrit    | « PA00110823 », notice no PA00110823 | 48° 35′ 55″ nord, 0° 43′ 46″ est   |       |
| Sarcophage de la Thomassière                                                     | Lonlay-l'Abbaye              | Orne                    | Normandie                  | classé     | « PA00110840 », notice no PA00110840 | 48° 39′ 12″ nord, 0° 41′ 19″ ouest |       |
| Abbaye de Port-Royal                                                             | 14e arrondissement de Paris  | Paris                   | Île-de-France              | classé     | « PA00086606 », notice no PA00086606 | 48° 50′ 19″ nord, 2° 20′ 18″ est   |       |
| Hôtel Heuzé de Vologer                                                           | 1er arrondissement de Paris  | Paris                   | Île-de-France              | classé     | « PA00085830 », notice no PA00085830 | 48° 52′ 00″ nord, 2° 19′ 45″ est   |       |
| Colonne Louis XVIII                                                              | Calais                       | Pas-de-Calais           | Hauts-de-France            | classé     | « PA00108244 », notice no PA00108244 | 50° 57′ 39″ nord, 1° 51′ 01″ est   |       |
| Château de Cordès                                                                | Orcival                      | Puy-de-Dôme             | Auvergne-Rhône-Alpes       | classé     | « PA00092230 », notice no PA00092230 | 45° 42′ 09″ nord, 2° 50′ 22″ est   |       |
| Redoute Béar                                                                     | Port-Vendres                 | Pyrénées-Orientales     | Occitanie                  | inscrit    | « PA00104097 », notice no PA00104097 | 42° 31′ 07″ nord, 3° 06′ 54″ est   |       |
| Redoute du Fanal                                                                 | Port-Vendres                 | Pyrénées-Orientales     | Occitanie                  | inscrit    | « PA00104098 », notice no PA00104098 | 42° 31′ 17″ nord, 3° 06′ 49″ est   |       |
| Remparts                                                                         | Villefranche-de-Conflent     | Pyrénées-Orientales     | Occitanie                  | classé     | « PA00104152 », notice no PA00104152 | 42° 35′ 11″ nord, 2° 21′ 58″ est   |       |
| Château du Sou                                                                   | Lacenas                      | Rhône                   | Auvergne-Rhône-Alpes       | classé     | « PA00117773 », notice no PA00117773 | 45° 58′ 53″ nord, 4° 38′ 22″ est   |       |
| Site archéologique de Fourvière (Odéon antique de Lyon, Théâtre antique de Lyon) | 5e arrondissement de Lyon    | Rhône                   | Auvergne-Rhône-Alpes       | classé     | « PA00117984 », notice no PA00117984 | 45° 45′ 35″ nord, 4° 49′ 11″ est   |       |
| Pierre sculptée de Saint-Didier-au-Mont-d'Or                                     | Saint-Didier-au-Mont-d'Or    | Rhône                   | Auvergne-Rhône-Alpes       | inscrit    | « PA00118030 », notice no PA00118030 | 45° 49′ 09″ nord, 4° 47′ 34″ est   |       |
| Église de la Conversion-de-Saint-Paul de Bussières                               | Bussières                    | Saône-et-Loire          | Bourgogne-Franche-Comté    | classé     | « PA00113142 », notice no PA00113142 | 46° 20′ 19″ nord, 4° 42′ 04″ est   |       |
| Halles de Brancion                                                               | Martailly-lès-Brancion       | Saône-et-Loire          | Bourgogne-Franche-Comté    | inscrit    | « PA00113348 », notice no PA00113348 | 46° 32′ 50″ nord, 4° 47′ 47″ est   |       |
| Enceinte de Romenay                                                              | Romenay                      | Saône-et-Loire          | Bourgogne-Franche-Comté    | inscrit    | « PA00113398 », notice no PA00113398 | 46° 30′ 10″ nord, 5° 04′ 10″ est   |       |
| Maison du Lieutenant-Juge                                                        | Romenay                      | Saône-et-Loire          | Bourgogne-Franche-Comté    | inscrit    | « PA00113403 », notice no PA00113403 | 46° 30′ 09″ nord, 5° 04′ 05″ est   |       |
| Hôtel de ville                                                                   | Tournus                      | Saône-et-Loire          | Bourgogne-Franche-Comté    | classé     | « PA00113494 », notice no PA00113494 | 46° 33′ 42″ nord, 4° 54′ 44″ est   |       |
| Prytanée national militaire                                                      | La Flèche                    | Sarthe                  | Pays de la Loire           | inscrit    | « PA00109763 », notice no PA00109763 | 47° 42′ 01″ nord, 0° 04′ 33″ ouest |       |
| Cloître de Saint-Jean-de-Maurienne                                               | Saint-Jean-de-Maurienne      | Savoie                  | Auvergne-Rhône-Alpes       | inscrit    | « PA00118297 », notice no PA00118297 | 45° 16′ 37″ nord, 6° 20′ 46″ est   |       |
| Immeuble                                                                         | Fontainebleau                | Seine-et-Marne          | Île-de-France              | inscrit    | « PA00086998 », notice no PA00086998 | 48° 24′ 11″ nord, 2° 41′ 44″ est   |       |
| Manoir d'Ocquerre                                                                | Ocquerre                     | Seine-et-Marne          | Île-de-France              | inscrit    | « PA00087183 », notice no PA00087183 | 49° 02′ 17″ nord, 3° 03′ 20″ est   |       |
| Château d'Auvilliers                                                             | Auvilliers                   | Seine-Maritime          | Normandie                  | inscrit    | « PA00100552 », notice no PA00100552 | 49° 45′ 35″ nord, 1° 34′ 28″ est   |       |
| Église Saint-Martin de Bourville                                                 | Bourville                    | Seine-Maritime          | Normandie                  | inscrit    | « PA00100581 », notice no PA00100581 | 49° 47′ 43″ nord, 0° 49′ 20″ est   |       |
| Église Saint-Martin de Canteleu                                                  | Canteleu                     | Seine-Maritime          | Normandie                  | inscrit    | « PA00100589 », notice no PA00100589 | 49° 26′ 23″ nord, 1° 01′ 40″ est   |       |
| Église Saint-Pierre du Grand-Quevilly                                            | Le Grand-Quevilly            | Seine-Maritime          | Normandie                  | inscrit    | « PA00100683 », notice no PA00100683 | 49° 24′ 58″ nord, 1° 02′ 10″ est   |       |
| Église Notre-Dame de Notre-Dame-d'Aliermont                                      | Notre-Dame-d'Aliermont       | Seine-Maritime          | Normandie                  | inscrit    | « PA00100776 », notice no PA00100776 | 49° 51′ 10″ nord, 1° 17′ 31″ est   |       |
| Hôtel d'Étancourt                                                                | Rouen                        | Seine-Maritime          | Normandie                  | inscrit    | « PA00100841 », notice no PA00100841 | 49° 26′ 29″ nord, 1° 05′ 54″ est   |       |
| Maison gothique                                                                  | Rouen                        | Seine-Maritime          | Normandie                  | inscrit    | « PA00100944 », notice no PA00100944 | 49° 26′ 39″ nord, 1° 05′ 28″ est   |       |
| Église Saint-Vigor de Saint-Vigor-d'Ymonville                                    | Saint-Vigor-d'Ymonville      | Seine-Maritime          | Normandie                  | inscrit    | « PA00101053 », notice no PA00101053 | 49° 29′ 41″ nord, 0° 21′ 38″ est   |       |
| Maison                                                                           | Épinay-sur-Seine             | Seine-Saint-Denis       | Île-de-France              | inscrit    | « PA00079934 », notice no PA00079934 | 48° 57′ 08″ nord, 2° 19′ 02″ est   |       |
| Église Saint-Ouen-le-Vieux                                                       | Saint-Ouen-sur-Seine         | Seine-Saint-Denis       | Île-de-France              | inscrit    | « PA00079961 », notice no PA00079961 | 48° 55′ 08″ nord, 2° 19′ 54″ est   |       |
| Château de la Motte                                                              | Stains                       | Seine-Saint-Denis       | Île-de-France              | inscrit    | « PA00079962 », notice no PA00079962 | 48° 57′ 30″ nord, 2° 22′ 54″ est   |       |
| Hôtel de Buigny                                                                  | Abbeville                    | Somme                   | Hauts-de-France            | inscrit    | « PA00116021 », notice no PA00116021 | 50° 06′ 30″ nord, 1° 50′ 03″ est   |       |
| Église Saint-Maffre de Castelmayran                                              | Castelmayran                 | Tarn-et-Garonne         | Occitanie                  | inscrit    | « PA00095720 », notice no PA00095720 | 44° 01′ 45″ nord, 1° 02′ 23″ est   |       |
| Église Saint-Étienne de Marly-la-Ville                                           | Marly-la-Ville               | Val-d'Oise              | Île-de-France              | classé     | « PA00080120 », notice no PA00080120 | 49° 04′ 44″ nord, 2° 29′ 58″ est   |       |
| Cimetière de Bosc                                                                | Saint-Prix                   | Val-d'Oise              | Île-de-France              | inscrit    | « PA00080203 », notice no PA00080203 | 49° 01′ 54″ nord, 2° 17′ 08″ est   |       |
| Château de la Chasse                                                             | Saint-Prix                   | Val-d'Oise              | Île-de-France              | inscrit    | « PA00080202 », notice no PA00080202 | 49° 01′ 48″ nord, 2° 17′ 34″ est   |       |
| Château de Grosbois                                                              | Boissy-Saint-Léger           | Val-de-Marne            | Île-de-France              | inscrit    | « PA00079849 », notice no PA00079849 | 48° 44′ 07″ nord, 2° 31′ 39″ est   |       |
| Hospice Raspail                                                                  | Cachan                       | Val-de-Marne            | Île-de-France              | inscrit    | « PA00079855 », notice no PA00079855 | 48° 47′ 48″ nord, 2° 19′ 52″ est   |       |
| Maison des Pages                                                                 | Choisy-le-Roi                | Val-de-Marne            | Île-de-France              | inscrit    | « PA00079871 », notice no PA00079871 | 48° 45′ 55″ nord, 2° 24′ 17″ est   |       |
| Remparts                                                                         | Avignon                      | Vaucluse                | Provence-Alpes-Côte d'Azur | classé     | « PA00081943 », notice no PA00081943 | 43° 56′ 34″ nord, 4° 48′ 18″ est   |       |
| Fontaine de Beaumes-de-Venise                                                    | Beaumes-de-Venise            | Vaucluse                | Provence-Alpes-Côte d'Azur | inscrit    | « PA00081962 », notice no PA00081962 | 44° 07′ 18″ nord, 5° 01′ 43″ est   |       |
| Porte                                                                            | Travaillan                   | Vaucluse                | Provence-Alpes-Côte d'Azur | inscrit    | « PA00082178 », notice no PA00082178 | 44° 10′ 55″ nord, 4° 54′ 03″ est   |       |
| Église Saint-Hilaire de Viens                                                    | Viens                        | Vaucluse                | Provence-Alpes-Côte d'Azur | inscrit    | « PA00082207 », notice no PA00082207 | 43° 53′ 42″ nord, 5° 34′ 06″ est   |       |
| Église Saint-Hilaire d'Ouzilly                                                   | Ouzilly                      | Vienne                  | Nouvelle-Aquitaine         | inscrit    | « PA00105574 », notice no PA00105574 | 46° 46′ 32″ nord, 0° 21′ 45″ est   |       |
| Maison des Goncourt                                                              | Neufchâteau                  | Vosges                  | Grand Est                  | inscrit    | « PA00107215 », notice no PA00107215 | 48° 21′ 17″ nord, 5° 41′ 47″ est   |       |
| Chapelle Saint-Antoine                                                           | Rambervillers                | Vosges                  | Grand Est                  | inscrit    | « PA00107227 », notice no PA00107227 | 48° 20′ 41″ nord, 6° 38′ 26″ est   |       |
| Palais de la Galazière                                                           | Saint-Dié-des-Vosges         | Vosges                  | Grand Est                  | classé     | « PA00107282 », notice no PA00107282 | 48° 17′ 19″ nord, 6° 57′ 04″ est   |       |
| Cimetière de Pacy-sur-Armançon                                                   | Pacy-sur-Armançon            | Yonne                   | Bourgogne-Franche-Comté    | inscrit    | « PA00113773 », notice no PA00113773 | 47° 46′ 28″ nord, 4° 05′ 30″ est   |       |
| Église Saint-Illiers de Bazemont                                                 | Bazemont                     | Yvelines                | Île-de-France              | inscrit    | « PA00087367 », notice no PA00087367 | 48° 55′ 42″ nord, 1° 51′ 57″ est   |       |
| Église Saint-Pierre de Chavenay                                                  | Chavenay                     | Yvelines                | Île-de-France              | classé     | « PA00087404 », notice no PA00087404 | 48° 51′ 14″ nord, 1° 59′ 11″ est   |       |
| Pavillon                                                                         | Maisons-Laffitte             | Yvelines                | Île-de-France              | inscrit    | « PA00087503 », notice no PA00087503 | 48° 57′ 04″ nord, 2° 09′ 04″ est   |       |
| Pavillon                                                                         | Maisons-Laffitte             | Yvelines                | Île-de-France              | inscrit    | « PA00087505 », notice no PA00087505 | 48° 56′ 52″ nord, 2° 08′ 53″ est   |       |
| Portes                                                                           | Maisons-Laffitte             | Yvelines                | Île-de-France              | inscrit    | « PA00087506 », notice no PA00087506 | 48° 56′ 52″ nord, 2° 08′ 51″ est   |       |
| Fontaine de Maisons-Laffitte                                                     | Maisons-Laffitte             | Yvelines                | Île-de-France              | inscrit    | « PA00087495 », notice no PA00087495 | 48° 56′ 48″ nord, 2° 09′ 07″ est   |       |
| Pavillon                                                                         | Maisons-Laffitte             | Yvelines                | Île-de-France              | inscrit    | « PA00087502 », notice no PA00087502 | 48° 57′ 11″ nord, 2° 09′ 16″ est   |       |
| Pavillon                                                                         | Maisons-Laffitte             | Yvelines                | Île-de-France              | inscrit    | « PA00087504 », notice no PA00087504 | 48° 56′ 53″ nord, 2° 08′ 50″ est   |       |
| Prieuré Saint-Louis de Poissy                                                    | Poissy                       | Yvelines                | Île-de-France              | inscrit    | « PA00087567 », notice no PA00087567 | 48° 55′ 43″ nord, 2° 02′ 31″ est   |       |
| Porte des Pétrons                                                                | Saint-Germain-en-Laye        | Yvelines                | Île-de-France              | inscrit    | « PA00087628 », notice no PA00087628 | 48° 57′ 14″ nord, 2° 08′ 06″ est   |       |
| Église Saint Hilarion de Saint-Hilarion                                          | Saint-Hilarion               | Yvelines                | Île-de-France              | inscrit    | « PA00087632 », notice no PA00087632 | 48° 37′ 10″ nord, 1° 44′ 09″ est   |       |
| Église Saint-Jean-Baptiste de Saint-Léger-en-Yvelines                            | Saint-Léger-en-Yvelines      | Yvelines                | Île-de-France              | inscrit    | « PA00087636 », notice no PA00087636 | 48° 43′ 30″ nord, 1° 46′ 02″ est   |       |
| Église Saint-Martin de Sartrouville                                              | Sartrouville                 | Yvelines                | Île-de-France              | inscrit    | « PA00087647 », notice no PA00087647 | 48° 56′ 45″ nord, 2° 10′ 23″ est   |       |